# 反刺苦櫧
反刺苦櫧（学名：Castanopsis eyrei），又名甜槠，为殼斗科苦櫧屬下的一个种。